# Битва при Юльпхо
Битва при Юльпхо (кор. 栗浦海戰, 율포 해전, яп. 栗浦浦海戦) — морское сражение, состоявшееся между японским и корейским флотом в бухте Юльпхо корейского острова Коджедо в ходе Имдинской войны. Четвёртая битва второй кампании Ли Сунсина.

## Краткие сведения
После битвы при Танханпо 13 июля 1592 года корейский флот под командованием Ли Сунсина, Ли Окки и Вон Гюна вышел в открытое море. Он состоял из 49 судов класса пханоксон и 2 «кораблей-черепах».
Пополудни 15 июля корейская объединённая эскадра достигла бухты Ёнтинпо (кор. 永登浦, 영등포) острова Коджедо и обнаружила 7 вражеских кораблей, направлявшихся к Пусану. Японцы заметили корейцев и начали бегство. Ли Сунсин и другие адмиралы бросились догонять их, во время преследования обстреливая ядрами из пушек. После многочасовых манёвров корейцы загнали японцев в бухту Юльпхо, где потопили 5 кораблей и 2 взяли на абордаж. В рукопашном бою погибли 36 японских офицеров, а японский главнокомандующий Курусима Митихиса совершил харакири, чтобы не попасть в плен.
Благодаря серии побед флота Ли Сунсина при Сачхоне, Танпхо, Танханпхо и Юльпхо корейцы взяли на себя стратегическую инициативу в юго-западных водах Корейского пролива и сделали небезопасным плавание японских транспортных судов, в том числе перевозивших продовольствие, между Кореей и Японией.